# Ernst Wiesinger
Ernst Wiesinger (* 24. Oktober 1925 in Wien; † 19. September 2015) war ein österreichischer Politiker (ÖVP), Feuerwehrfunktionär und Landwirt.

## Leben
Wiesinger besuchte nach der Volksschule die Realschule und studierte danach an der Hochschule für Bodenkultur Wien, wobei er sein Studium mit dem akademischen Grad Dipl.-Ing. abschloss. Nach seiner Ausbildung war Wiesinger als Landwirt tätig.

### Politik
Er engagierte sich als stellvertretender Bezirksbauernratsobmann des Bezirkes Melk. Zudem war er Bezirkskammerrat und vertrat die ÖVP zwischen dem 2. Juni 1965 und dem 31. März 1970 als Abgeordneter zum österreichischen Nationalrat.

### Feuerwehr
Ernst Wiesinger trat am 30. April 1951 in die Freiwillige Feuerwehr Melk ein, wo er 22 Jahre deren Kommandant war. In seiner Amtszeit wurde die Gründung der Feuerwehrjugend, die Erweiterung des Fuhrparks und der Neubau des Feuerwehrhauses realisiert. Die gegründete Partnerschaft zur Freiwilligen Feuerwehr Herrieden und die Abhaltung des Landesfeuerwehrleistungsbewerbes 1987 in Melk zählt zu seinen Höhepunkten.
1965 bis 1970 war er als Bezirksfeuerwehrrat tätig und später zwanzig Jahre Kommandant des Feuerwehrabschnittes Melk. Von 1976 bis 1985 hatte er zudem die Funktion des Bezirksfeuerwehrkommandant-Stellvertreters. Sein letzter Dienstgrad war Ehrenbrandrat.

## Auszeichnungen
- 2000: Goldenes Ehrenzeichen für Verdienste um die Republik Österreich[2]
- Großes Silbernes Ehrenzeichen für Verdienste um das Bundesland Niederösterreich
- Ehrenzeichen für Tätigkeit auf dem Gebiete des Feuerwehr- und Rettungswesens für 50 Jahre
- Ehrenzeichen für Tätigkeit auf dem Gebiete des Feuerwehr- und Rettungswesens für 40 Jahre
- Ehrenzeichen für Tätigkeit auf dem Gebiete des Feuerwehr- und Rettungswesens für 25 Jahre
- Verdienstzeichen des Österreichischen Bundesfeuerwehrverbandes
- Verdienstzeichen des Niederösterreichischen Landesfeuerwehrverbandes
- Feuerwehrleistungsabzeichen in Silber